# پاتریتسیا پلگرینو
پاتریتسیا پلگرینو (ایتالیایی: Patrizia Pellegrino؛ زادهٔ ۲۸ ژوئیهٔ ۱۹۶۲) یک بازیگر، مجری تلویزیون و خواننده اهل ایتالیا است.
او دانش‌آموختهٔ تئاتر سان کارلو در ناپل است و در زمینهٔ تئاتر با هنرمندانی چون ویتوریو گاسمن همکاری داشته‌است. وی خوانندهٔ سبک ایتالو دیسکو هم بوده‌است.
از فیلم‌های وی می‌توان به پاینده‌باد ایتالیا اشاره کرد.